# Посадів (гміна Телятин)
Посадів (пол. Posadów) — село у Польщі, у ґміні Телятин Томашівського повіту Люблінського воєводства. Населення — 183 особи (2011).

## Історія
1578 року вперше згадується православна церква в селі.
За даними етнографічної експедиції 1869—1870 років під керівництвом Павла Чубинського, у селі переважно проживали греко-католики, усе населення розмовляло українською мовою.
У 1937—1938 роках польська влада в рамках великої акції руйнування українських храмів на Холмщині і Підляшші знищила місцеву православну церкву та каплицю.
У 1943—1944 роках польські шовіністи вбили в селі 29 українців. У серпні 1944 року місцеві мешканці безуспішно зверталися до Верхованої Ради УРСР з проханням включити село до складу УРСР, звернення підписало 418 осіб.
У 1975—1998 роках село належало до Замойського воєводства.

## Населення
Демографічна структура станом на 31 березня 2011 року:
|          | Загалом | Допрацездатний вік | Працездатний вік | Постпрацездатний вік |
| -------- | ------- | ------------------ | ---------------- | -------------------- |
| Чоловіки | 91      | 19                 | 56               | 16                   |
| Жінки    | 92      | 12                 | 41               | 39                   |
| Разом    | 183     | 31                 | 97               | 55                   |

## Особистості

### Народилися
- Веніамін Сікора (1940—2004) — український економіст та громадський діяч.